# Бетлес (Аљаска)
Бетлес (енгл. Bettles) град је у америчкој савезној држави Аљаска.

## Демографија
По попису из 2010. године број становника је 12, што је 31 (-72,1%) становника мање него 2000. године.
| Група             | 2000.      | 2010.     |
| Белци             | 33 (76,7%) | 9 (75,0%) |
| Афроамериканци    | 0 (0,0%)   | 1 (8,3%)  |
| Азијати           | 0 (0,0%)   | 0 (0,0%)  |
| Хиспаноамериканци | 0 (0,0%)   | 0 (0,0%)  |
| Укупно            | 43         | 12        |